# Verteidigungsbezirkskommando 36

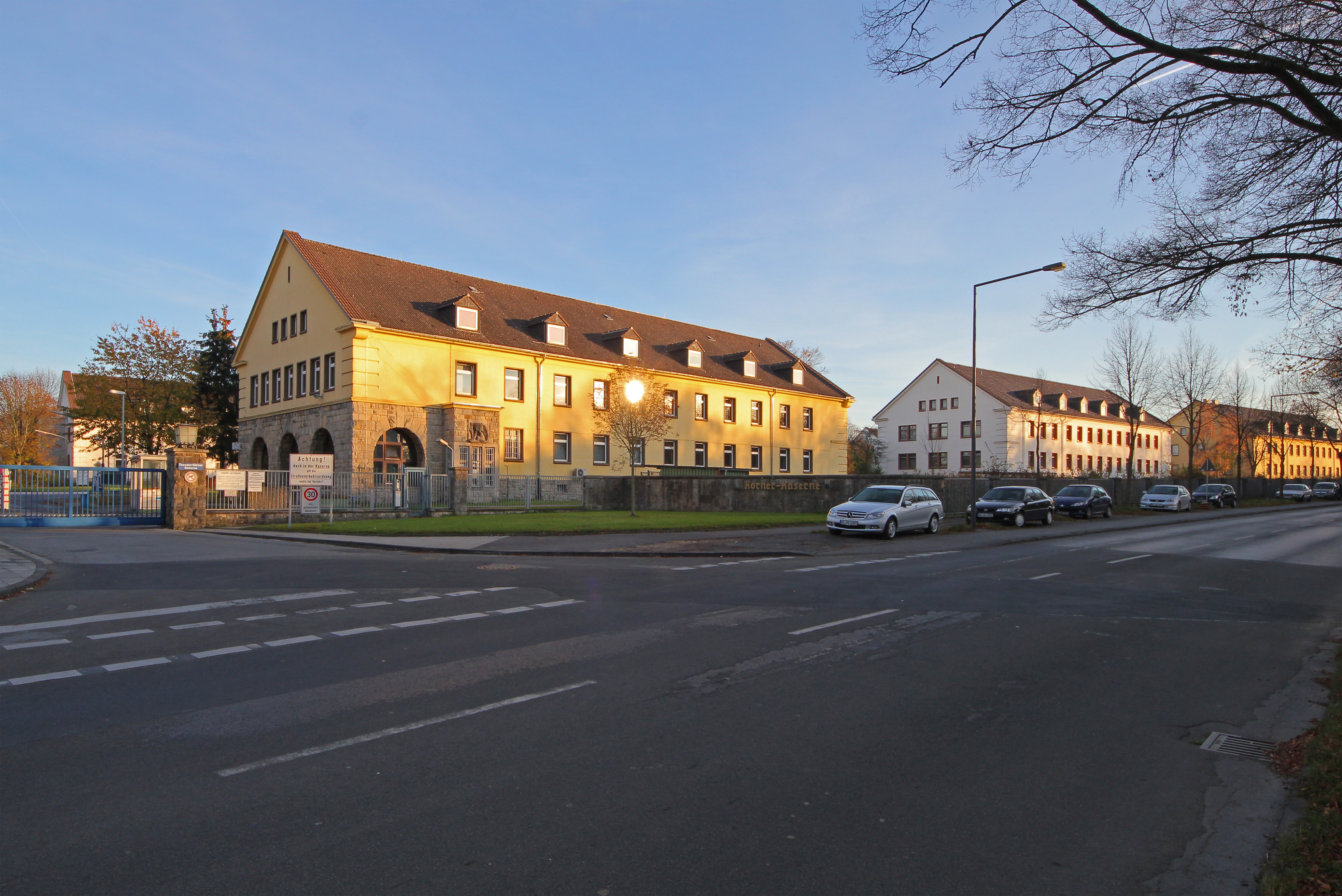
Stabssitz: die Theodor-Körner-Kaserne

Das Verteidigungsbezirkskommando 36 war ein Verteidigungsbezirkskommando der Bundeswehr mit Sitz des Stabs in Aachen. Hauptaufgabe des Kommandos war die Territoriale Verteidigung in seinem Verteidigungsbezirk.

## Geschichte

### Aufstellung
Das Verteidigungsbezirkskommando wurde zur Einnahme der Heeresstruktur II in den 1960er-Jahren als Teil des Territorialheeres ausgeplant und dem Befehlshaber im Wehrbereich III unterstellt. Angelehnt an die zivilen Verwaltungsgliederung entsprach der Verteidigungsbezirk in etwa dem Regierungsbezirk Aachen. Entsprechend war der Standort des Stabs Aachen.

### Auflösung
Im Zuge der kommunalen Gebietsreformen in Nordrhein-Westfalen wurde der Regierungsbezirk Aachen 1972 aufgelöst und sein Gebiet dem Bezirksregierung in Köln zugeteilt. Analog wurde Verteidigungsbezirkskommando 36 außer Dienst gestellt. Das Verteidigungsbezirkskommando 31 in Köln übernahm die Truppenteile und Aufträge im entfallenen Verteidigungsbezirk 36.

## Gliederung
Das Verteidigungsbezirkskommando umfasste wie die meisten Truppenteile des Territorialheeres nur wenige aktive Soldaten. Erst im Verteidigungsfall konnte das Verteidigungsbezirkskommando durch die Einberufung von Reservisten und die Mobilmachung eingelagerten und zivilen Materials auf eine Truppenstärke anwachsen, die etwa einer Brigade des Feldheeres entsprach. Die längste Zeit seines Bestehens untergliederte sich das Verteidigungsbezirkskommando abgeleitet von der zivilen Verwaltungsgliederung in Verteidigungskreiskommandos.

## Verbandsabzeichen
Das Verteidigungsbezirkskommando führte aufgrund seiner Ausplanung als überwiegend nicht aktiver Truppenteil kein eigenes Verbandsabzeichen. Die wenigen aktiven Soldaten trugen daher das Verbandsabzeichen des übergeordneten Wehrbereichskommandos III.
Als „Abzeichen“ wurde daher bei manchen der anderen Verteidigungsbezirkskommandos unpräzise manchmal das interne Verbandsabzeichen des Stabes und der Stabskompanie „pars pro toto“ für das gesamte Verteidigungsbezirkskommando genutzt. Die internen Verbandsabzeichen wurden allerdings erst 1980, also deutlich nach Auflösung des Verteidigungsbezirkskommandos 36, als Uniformteil eingeführt.